# Sidhadorp
Het Sidhadorp is een woon-, werk- en leefgemeenschap voor beoefenaars van transcendente meditatie (TM), gelegen in het zuidelijke deel van de Waterwijk in Lelystad. Het 'dorp' kwam tot stand naar aanleiding van de wens van een groep mensen, om werken en wonen te combineren met het gemeenschappelijk beoefenen van de transcendente meditatietechniek, die voor velen van hen een wezenlijk onderdeel van het dagelijks leven vormt.
Uit de aanvankelijke initiatiefgroep kwam in 1980 de 'Stichting Harmonisch Leven' voort, die in 1983 samenwerking wist te realiseren met de Stuurgroep Experimentele Volkshuisvesting van het ministerie van V.R.O.M. In dat kader werd het project als experimenteel aangemerkt, en werd steun verleend aan de verdere ontwikkeling. In 1984 werd de 'Stichting Woningbouw Harmonisch Leven Lelystad' opgericht, die als woningcorporatie optreedt en verantwoordelijk is voor het beheer en verhuur van het vastgoed in het dorp.
Met de bouw van het Sidhadorp (dat feitelijk dus geen dorp, maar een deel van de buurt is) werd in 1985 gestart. De wens van de initiatiefgroep om de buurt een "dorps" karakter te geven, heeft een duidelijk zichtbare invloed gehad op de materiaalkeuze van de betrokken architecten. Onder andere vergrijsd hout, rode dakpannen en stucwerk bepalen het uiterlijk van de woningen in de buurt. Om tegemoet te komen aan het streven van de gemeenschap om "in harmonie met de natuurwetten" te leven, wordt bij de bouw bovendien steeds gestreefd naar het gebruik van natuurvriendelijke materialen.
In het Sidhadorp is een basisschool gevestigd (Maharishi Basisschool ‘De Fontein’), waar ook TM wordt onderwezen. Ook zijn er een Ayurvedisch gezondheidscentrum en een grote meditatiehal gerealiseerd, waar bewoners tweemaal per dag deel kunnen nemen aan een gezamenlijk TM-sidhiprogramma. Verder zijn er o.a. winkels, een restaurant, kantoren en bedrijven in de buurt gevestigd.